# Континентальный флаг
Континентальный флаг (англ. Grand Union Flag), также известный как флаг Конгресса, Первое морское знамя, Кембриджский флаг, и Континентальные цвета — первый национальный флаг Соединённых Штатов Америки. Этот флаг состоял из 13 красных и белых полос и британского флага в крыже.
Флаг впервые был поднят 2 декабря 1775 года лейтенантом Джоном Полом Джонсом на корабле «Альфред» в гавани Филадельфии. Флаг для «Альфреда» изготовила Маргарет Мэнни. Начиная с этого момента, он использовался Континентальными силами как военно-морской флаг и гарнизонный флаг. Особо широкое распространение он получил в 1776 году и в начале 1777 года.
Официально считается, что флаг был поднят армией Джорджа Вашингтона 1 января 1776 года на Холме Перспективы в Чарльстоне (теперь часть Сомервилля), около штаба армии. Подъём флага был расценен британскими наблюдателями как признак капитуляции. Правда некоторые историки считают, что флаг, поднятый в тот день на Холме Перспективы, был скорее всего флагом Великобритании.
Рисунок Континентального флага был практически неотличим от кормового флага кораблей и судов Британской Ост-Индской компании (БОИК). И действительно, флаг БОИК, используемый с 1707 года (когда в его крыже флаг Англии был заменен на флаг Великобритании), был идентичен, за исключением количества полос, которое варьировалось от 9 до 15. Этот флаг БОИК, возможно, был известен американским колонистам, и является основанием теории происхождения Континентального флага.
Законом о национальном флаге 1777 года было закреплено положение о национальном флаге, в котором были сохранены 13 красных и белых горизонтальных полос, а вместо британского флага в крыже был помещен синий прямоугольник с изображением тринадцати белых пятиконечных равновеликих звёзд, символизирующих тринадцать колоний.

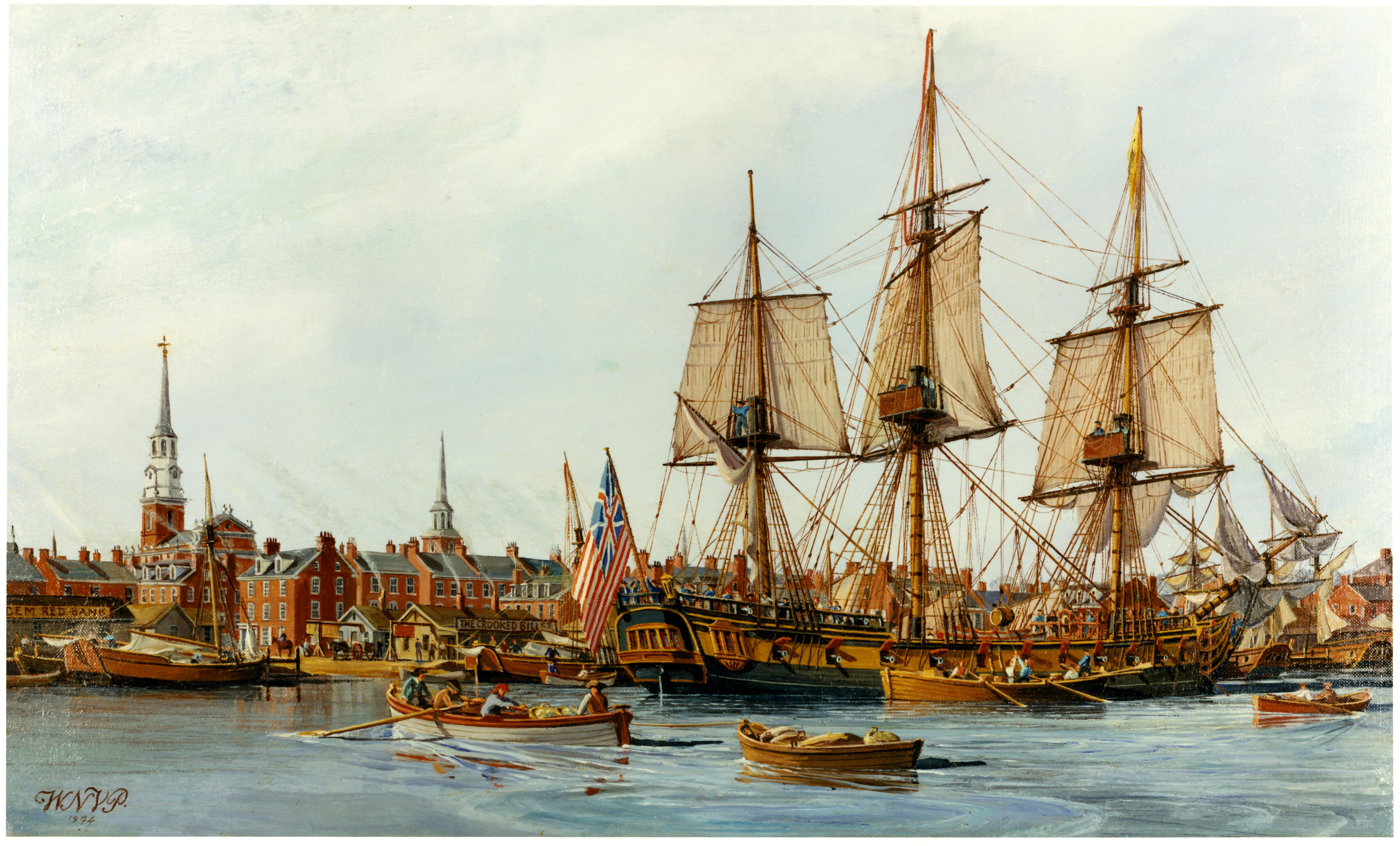
Судно Alfred (1775-1778) с флагом 13-ти колоний
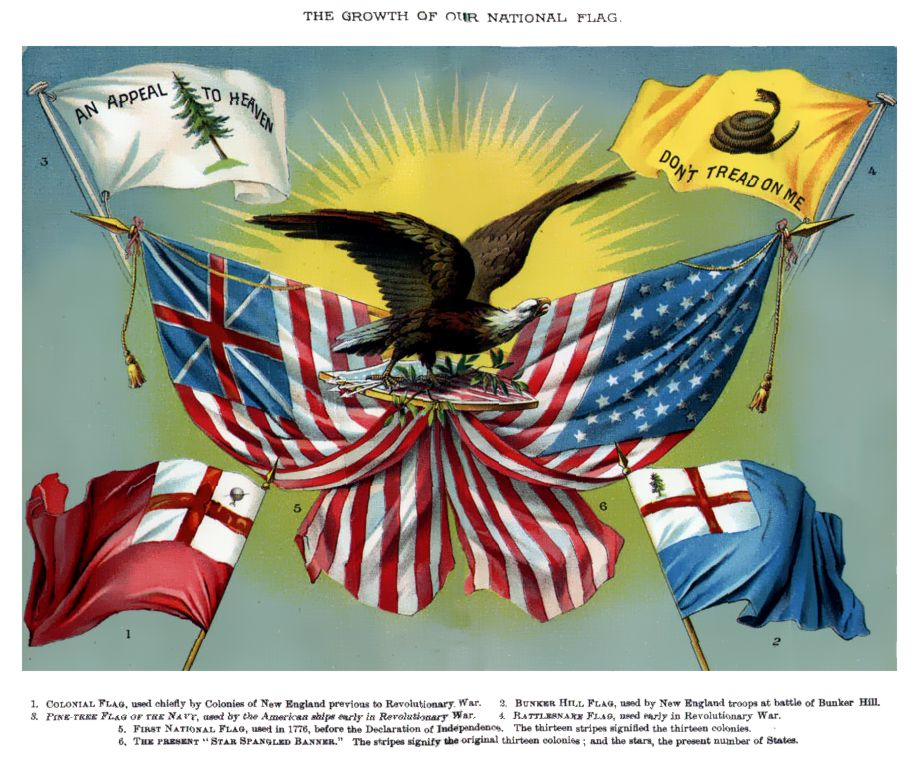
«Первый национальный флаг», Краткая История Соединённых Штатов, 1880
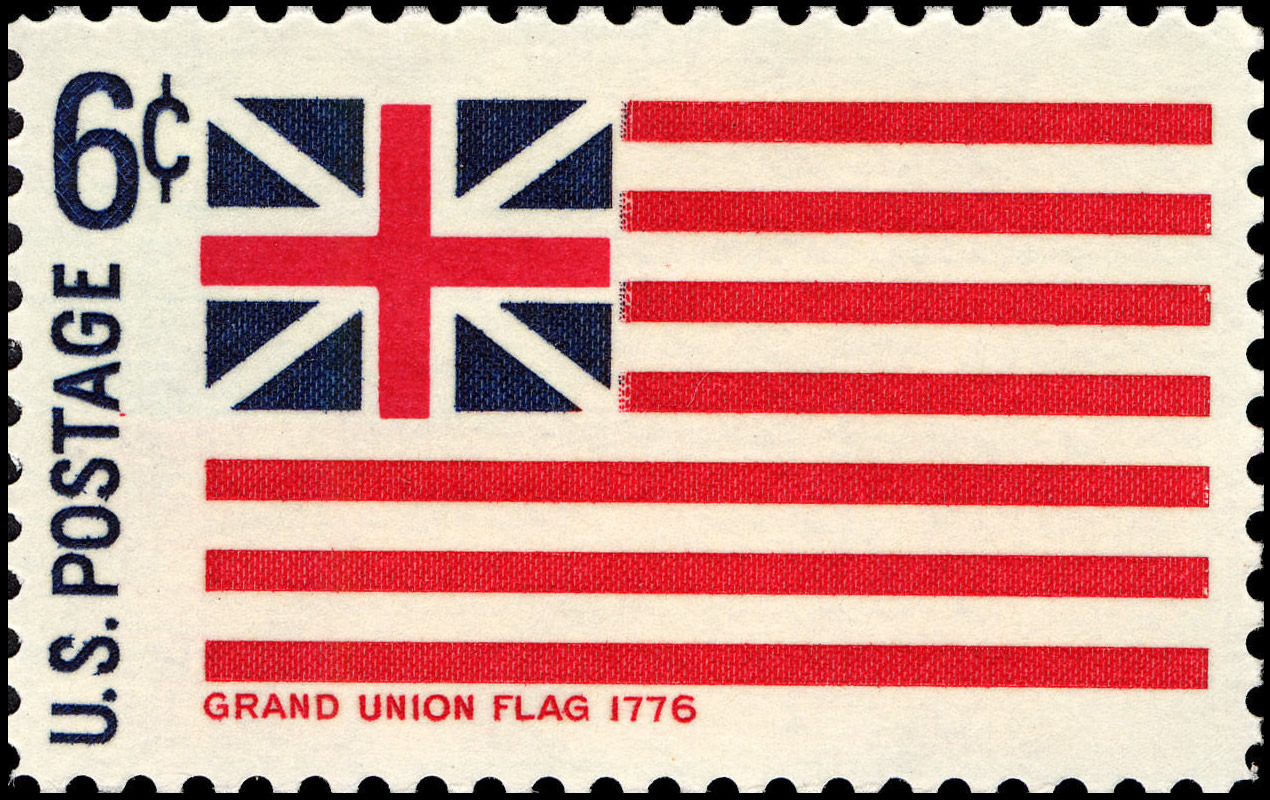
Континентальный флаг на почтовой марке
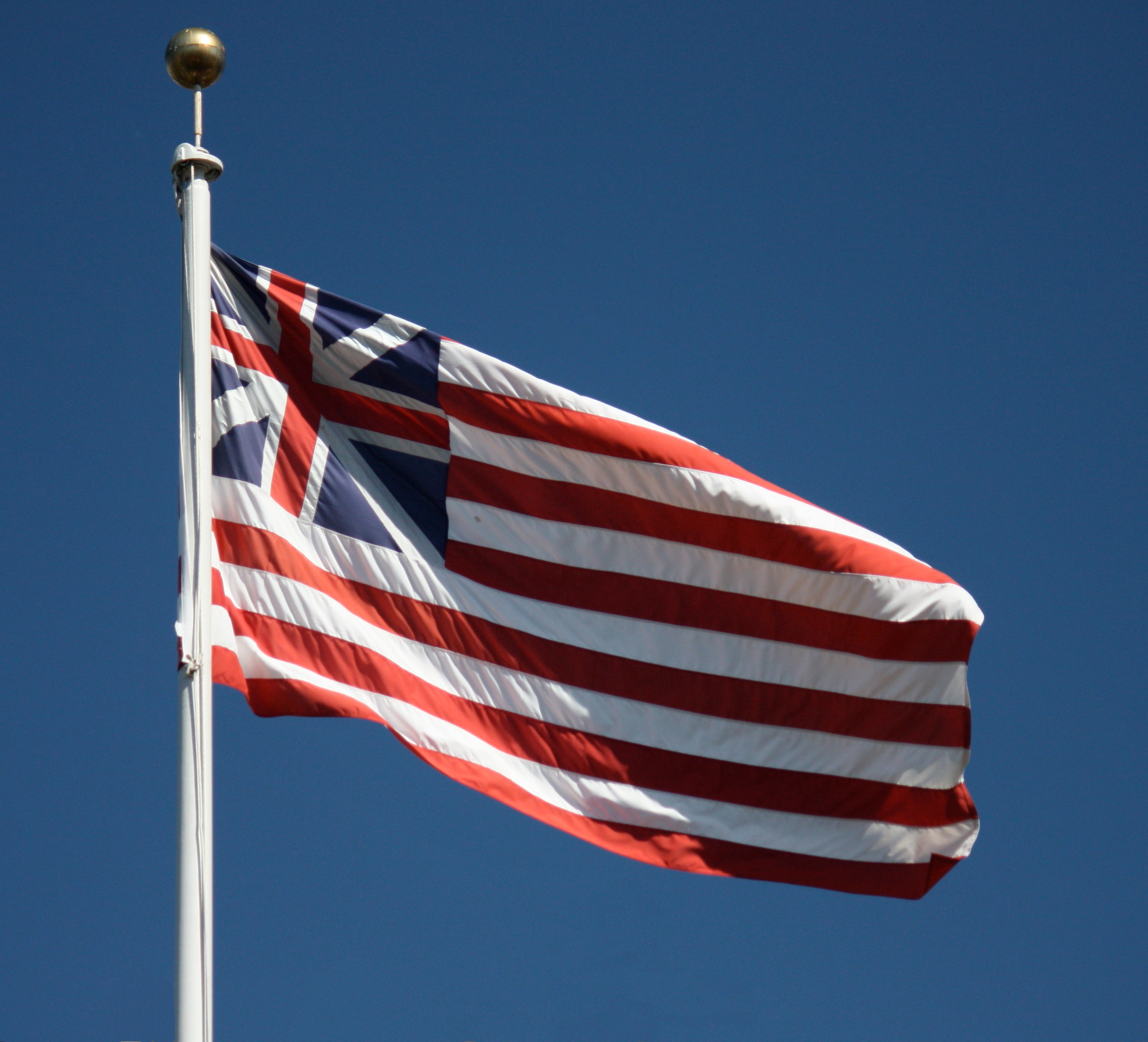
Точная копия развевающегося Континентального флага в Сан-Франциско
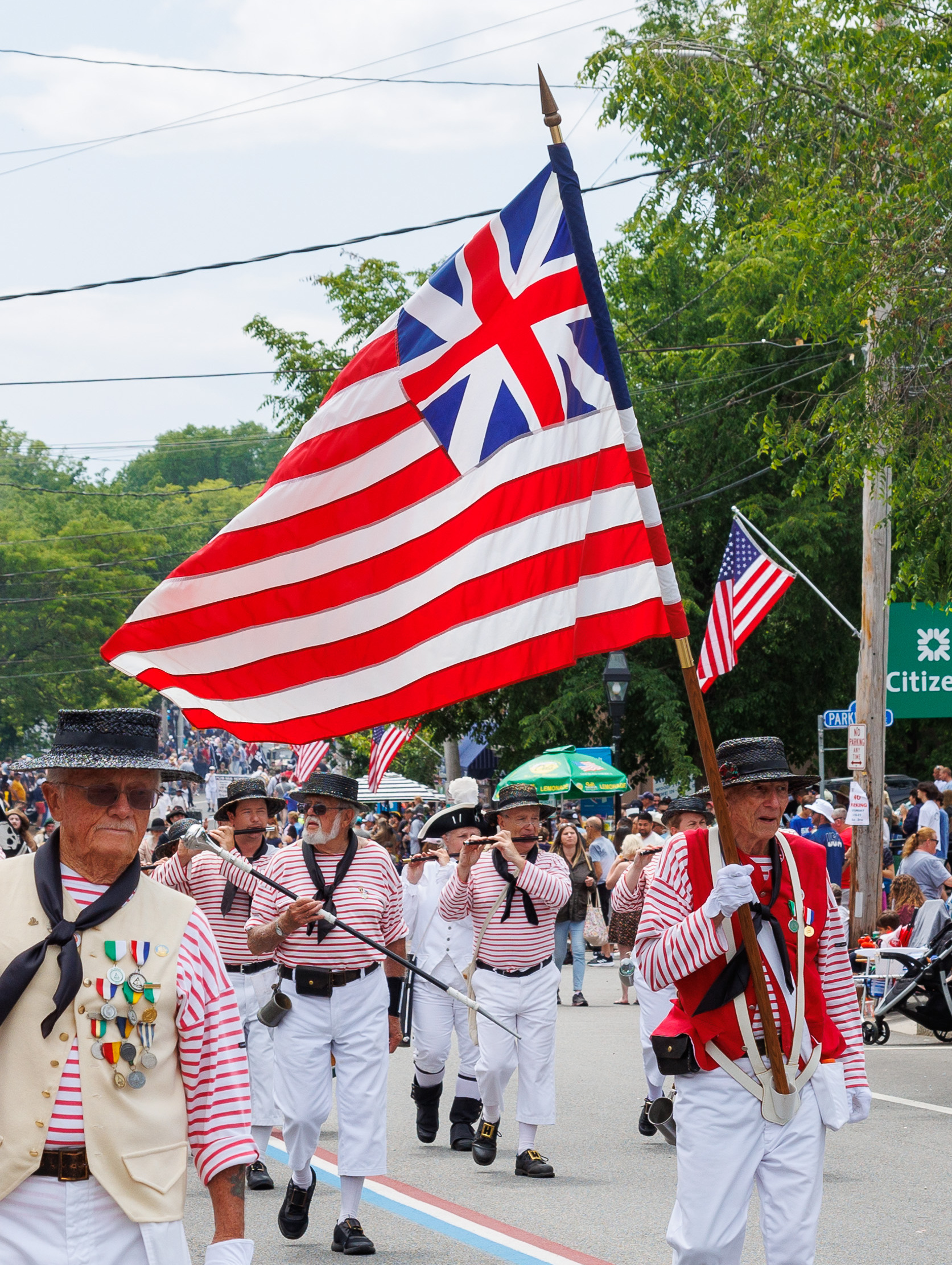
Континентальный флаг на параде в Массачусетсе